# Ranunculus grandis
Ranunculus grandis är en ranunkelväxtart som beskrevs av Masaji Masazi Honda. Ranunculus grandis ingår i släktet ranunkler, och familjen ranunkelväxter.

## Underarter
Arten delas in i följande underarter:
- R. g. manshuricus
- R. g. mirissimus